# Chiesa di San Lorenzo Martire (Urago d'Oglio)
La chiesa di San Lorenzo Martire è il principale luogo di culto cattolico di Urago d'Oglio, in provincia e diocesi di Brescia. Sede parrocchiale, fa parte della zona pastorale della Bassa Occidentale dell'Oglio.

## Storia
Le origini della chiesa non sono chiare, ma già nel XIII secolo è attestata la presenza di una chiesa dedicata a san Lorenzo martire in Urago. Essa era sotto la giurisdizione dei vescovi di Cremona, e fu poi ceduta alla diocesi di Brescia solo nel 1787.
Nel corso del XIV secolo la chiesa finì distrutta a causa degli eventi bellici che riguardarono la zona, e il nobile Prevosto Martinengo, signore di Urago, ne decise la ricostruzione. Già nel 1457, però, per effetto delle guerre tra Milano e Venezia, risultava ridotta a “una spelonca di ladri”. 
Nel 1462 Antonio Martinengo, successore di Prevosto, optò per costruirne una nuova in una posizione diversa. Nel 1470 ricevette la visita del vescovo di Cremona Giovanni Stefano Bottigella.
Intorno al 1580 il conte Gaspare Martinengo ordinò che l’edificio fosse pavimentato e fece anche costruire il campanile. Nel 1611 fu anche installato l'organo.

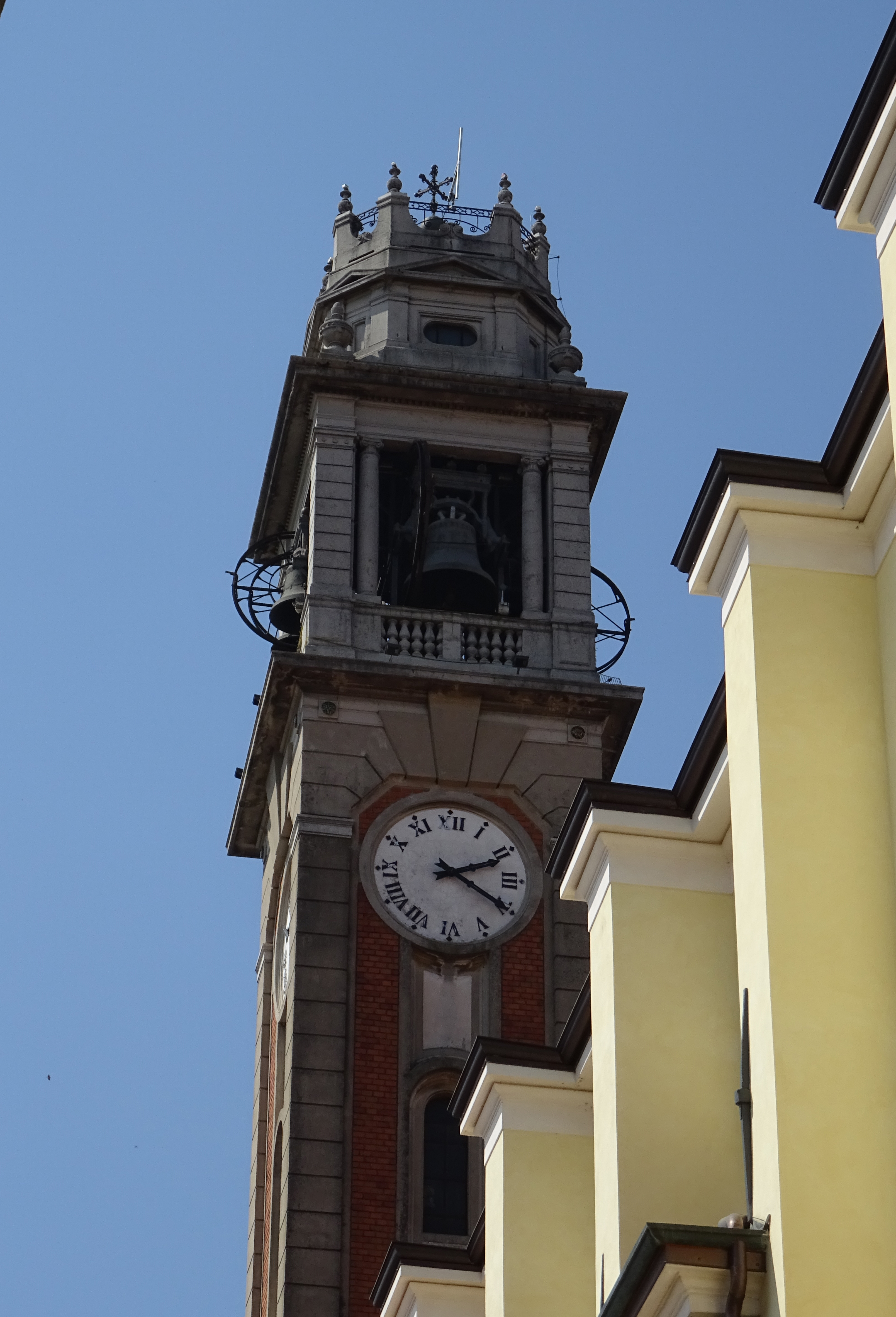
Il campanile attuale, costruito nel Novecento

Nel 1792, in occasione del completamento di alcuni lavori di ristrutturazione dell'edificio, la parrocchia di Urago ricevette la visita del vescovo di Brescia Giovanni Nani, sotto la cui giurisdizione ecclesiastica la chiesa era da poco passata.
Nel 1820 ricevette la visita del vescovo Gabrio Maria Nava, che descrisse l'edificio come "quasi minacciante di rovina”. Nel 1836 il prevosto di Urago Achille Berlucchi decise il rifacimento del presbiterio, del coro e della nuova sagrestia. 
In seguito furono rifatti gli altari, dando loro le forme e le dedicazioni attuali, mentre nel 1867 fu installato il nuovo organo, opera della ditta Amati di Pavia. La cantoria e il pulpito della chiesa furono invece realizzati da maestranze locali. Al 1875 risale la decorazione del presbiterio, opera del pittore Guadagnini.
Alla fine del XIX secolo l'edificio fu allungato e fu edificata la nuova facciata, opera dell’architetto Luigi Arcioni. Allo stesso tempo, si rifecero le decorazioni interne e furono commissionate nuove pale per gli altari. 
Tra il 1909 e il 1923 fu sistemata la pavimentazione, si eseguirono lavori sull'altare maggiore e si terminarono le lesene, apponendovi zoccoli marmorei. 
Il 27 gennaio 1922 una campana cedette e, cadendo dalla torre, sfondò i piani intermedi, finendo la caduta nella sagrestia. Fu pertanto ricostruito il campanile, opera di Luigi Tombola, mentre le campane, fuse dalla ditta Ottolina di Seregno, furono benedette il 22 marzo 1923 dal vescovo ausiliare di Brescia Bongiorni. 
La chiesa venne quindi riconsacrata il 12 ottobre 1946, mentre nel 1950 furono infine inaugurati i restauri che avevano riguardato la parte esterna dell'edificio. Tra il 1971 e il 1975, secondo quanto stabilito dal Concilio Vaticano II, venne realizzata la mensa eucaristica rivolta verso l'aula.

## Descrizione

### Esterno
La chiesa, orientata lungo l'asse ovest-est, è composta da un corpo centrale rettangolare, chiuso sul lato occidentale da un presbiterio a sua volta rettangolare. L'edificio, essendo in posizione più elevata rispetto alla strada, è anticipato da una scalinata.

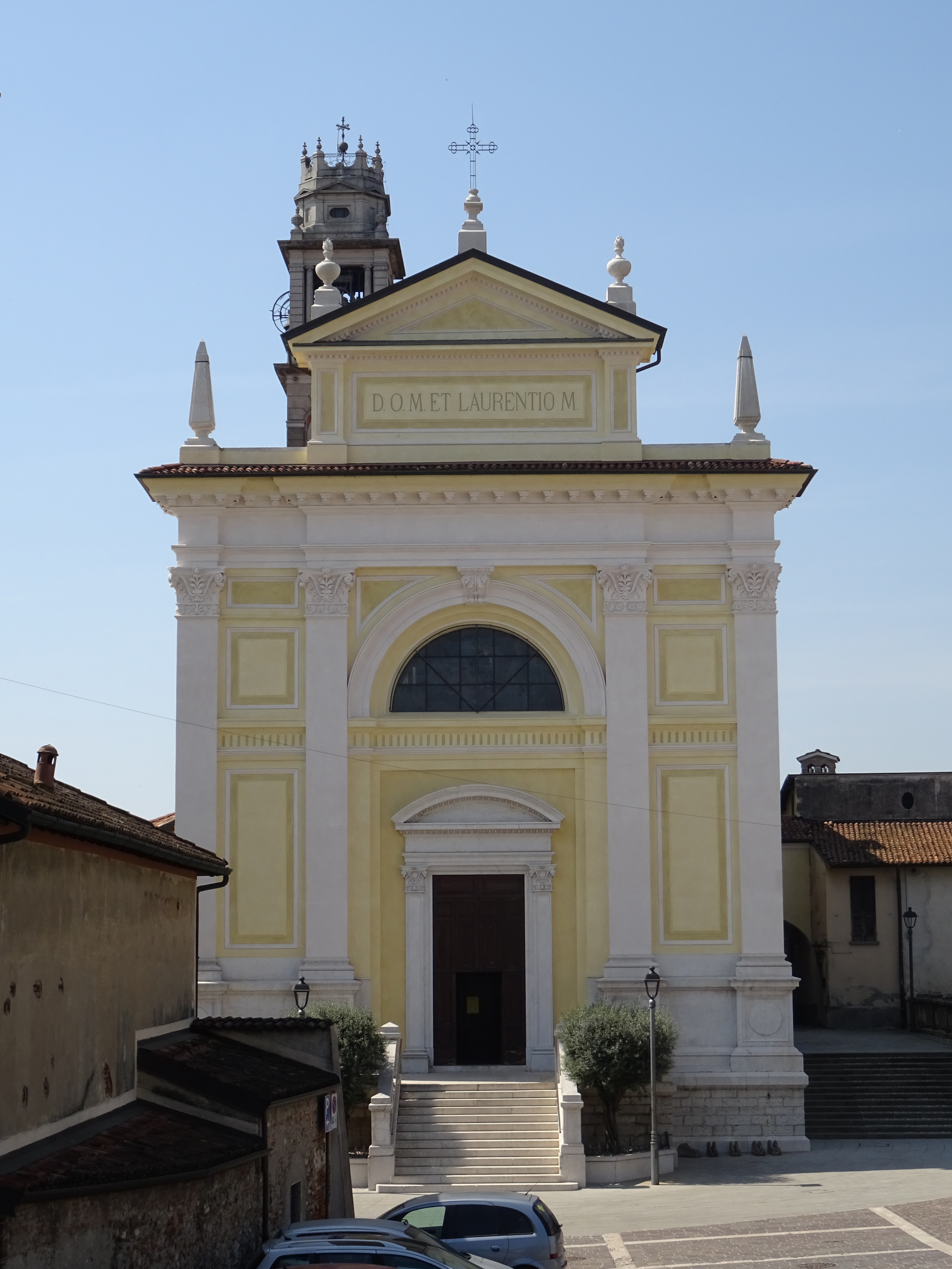
Facciata dell'edificio

La facciata, a registro unico, è scandita da quattro lesene lisce con capitelli corinzi che inquadrano al centro un portale, decorato con due lesene corinzie lisce ai lati sovrastate da un frontone curvilineo, e una finestra semicircolare. A coronamento dell'edificio, sopra un'alta trabeazione, si trova un timpano rialzato ed aggettante, dotato di pennacchi marmorei. Sulla cima del timpano si trova una croce metallica.
I lati settentrionale e meridionale della chiesa sono scanditi da contrafforti quadrangolari. Sempre sul lato meridionale, addossato al presbiterio si trova il campanile novecentesco.

### Interno

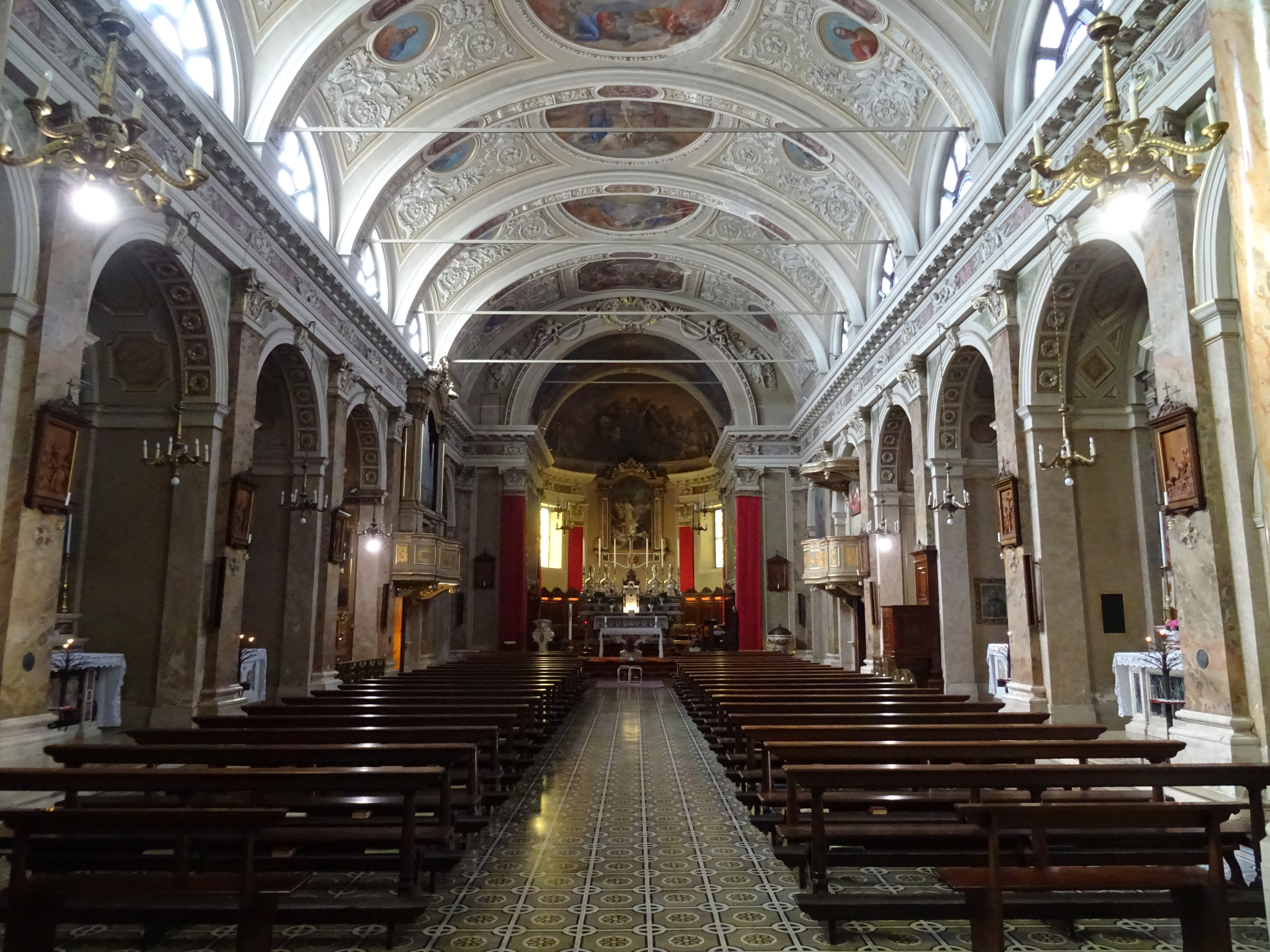
Interno della chiesa

L'interno si presenta ad aula unica, preceduta da un atrio e affiancata da cappelle laterali dotate di altari, ed è interamente decorato. L'aula è coperta da volte a vela, affrescate con 12 tondi raffiguranti gli Apostoli ed altri affreschi di dimensioni maggiori raffiguranti San Lorenzo che riceve i tesori da papa Sisto II, una Assunzione di Maria, una Trasfigurazione, una Crocifissione, una Ascensione e il Martirio di San Lorenzo. 
Sulla destra, gli altari laterali sono dedicati a san Carlo Borromeo (che contiene una pala realizzata dal Cerano e risalente al periodo tra il 1625 e il 1632), a sant'Antonio da Padova (la cui pala fu realizzata nella prima metà del XIX secolo dal pittore Giacomo Mondini) e alla Madonna del Rosario, mentre sulla sinistra sono dedicati a san Luigi Gonzaga, al Transito di san Giuseppe (la cui pala è costituita da una tela di Enrico Scuri datata al 1873) e al Sacro Cuore di Gesù. La seconda cappella di sinistra ospita la cantoria e l'organo ottocentesco.

#### Presbiterio e abside
Il presbiterio, dalla pianta quadrangolare, è rialzato rispetto al piano dell'aula e presenta una volta a botte affrescata come copertura, ed è concluso da un'abside semicircolare, al cui centro si appoggia una soasa contenente la pala d'altare, la quale è affiancata da due finestroni rettangolari. Nell'abside si trova anche il coro ligneo. 
La pala, opera di Giuseppe Riva del 1895, raffigura san Lorenzo mentre presenta i poveri al prefetto Daciano. Dello stesso Riva sono le due grandi tele ai lati del presbiterio raffiguranti Il trionfo dei martiri, risalente al 1899, e Gesù tra i fanciulli, databile tra il 1890 e il 1910.
Nella volta del presbiterio e nel catino absidale vi sono gli affreschi del Guadagnini raffiguranti una Gloria del Santissimo Sacramento e una Moltiplicazione dei pani (entrambi del 1875). 